# Constanza (Santa Fe)
Constanza es una localidad argentina ubicada en el departamento San Cristóbal de la provincia de Santa Fe. Se encuentra sobre la ruta provincial 13, 40 km al sur de San Cristóbal.
La localidad organiza la Fiesta del Locro y la Empanada. Cuenta con una dependencia policial.

## Población
Cuenta con 275 habitantes (Indec, 2010), lo que representa un descenso frente a los 307 habitantes (Indec, 2001) del censo anterior.
| Gráfica de evolución demográfica de Constanza entre 1991 y 2010 |
|                                                                 |
| Fuente: Censos nacionales del INDEC                             |